# Parroquia de Santo Domingo de Guzmán
La Parroquia de Santo Domingo de Guzmán es considerada uno de los templos más antiguos de la Ciudad de México al datar del año 1595. Se encuentra en la colonia Insurgentes en el barrio de Mixcoac, ubicado en la alcaldía Benito Juárez al sur de la Ciudad de México. Al otro lado de la calle se encuentra la Plaza Jáuregui. Esta parroquia contiene una capilla dedicada a la Virgen del Rosario. 
Fue declarado monumento histórico el 15 de febrero de 1932.

## Historia
El templo fue construido en el año de 1595 por los frailes franciscanos, en 1608 pasó a manos de los dominicos quienes lo dedicaron a Santo Domingo de Guzmán, además de construir la capilla de la Virgen del Rosario.

## Características
La parroquia tiene un atrio amplio en donde concentraban a los indígenas para la misa. La cruz que se encuentra en el atrio no parece ser la original; sin embargo, la amplitud y el cuidado que se le tiene a este espacio, en especial a su jardín, le da un aire de tranquilidad y belleza a la parroquia.  

### Descripción arquitectónica

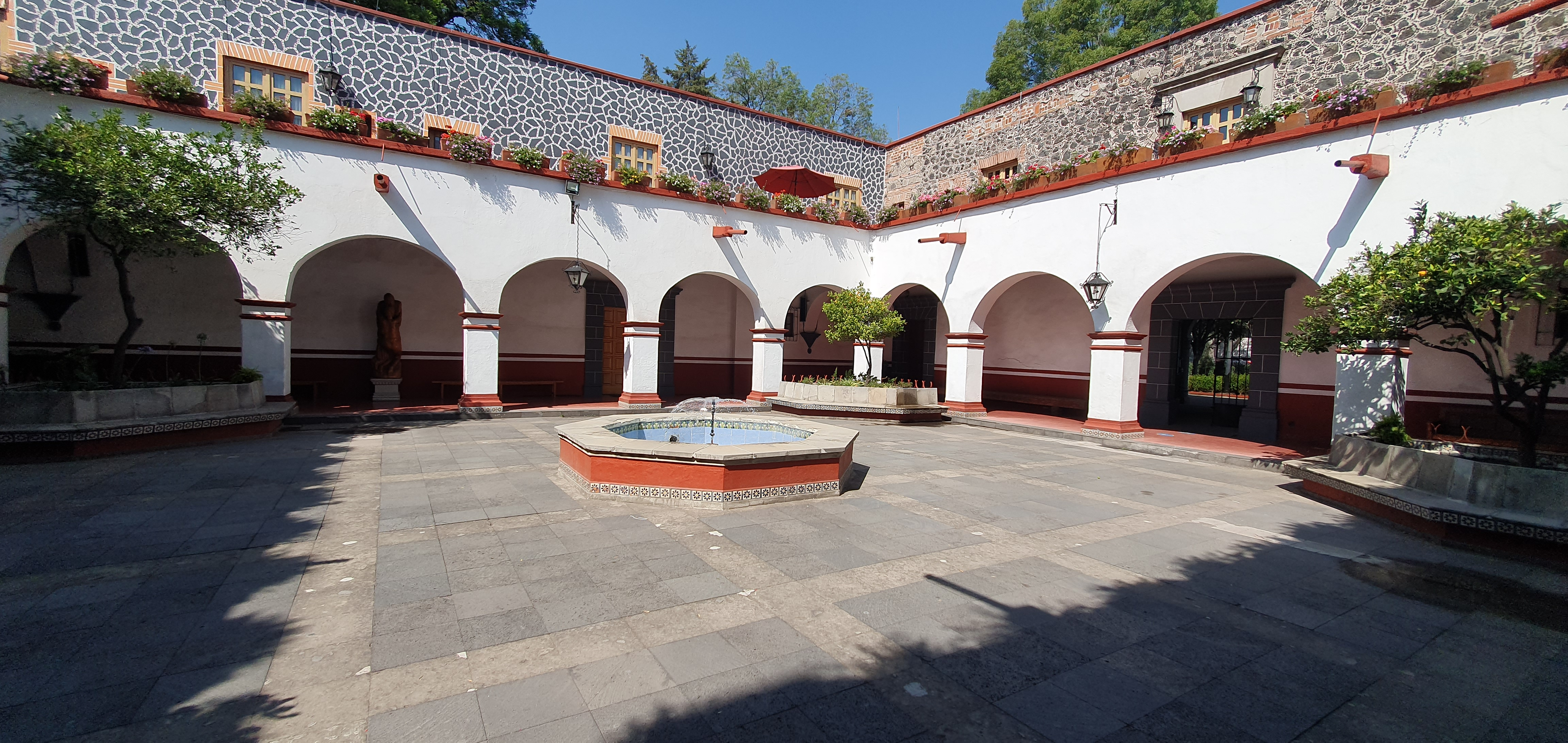
Patio del claustro del Ex Convento

Compuesta por una nave de techumbre plana que imita la forma del artesonado y una capilla lateral. En la fachada, aplanada, se encuentra el acceso por medio de una puerta rodeada por un arco de medio punto enmarcado de cantería. En la parte superior de la fachada se encuentra un nicho con la imagen del santo patrono de la iglesia, Santo Domingo de Guzmán. La torre del campanario está formada por dos cuerpos, en el primero existen columnas medias muestras en las esquinas, remata este elemento un cupulín.
Su estilo recuerda al de una fortaleza, común en los templos franciscanos del siglo XVI por el carácter austero de su fachada.
Los pisos están recubiertos con mármol, mientras que el aplanado de los muros imita sillares de cantería.

## Capilla de la Virgen del Rayo

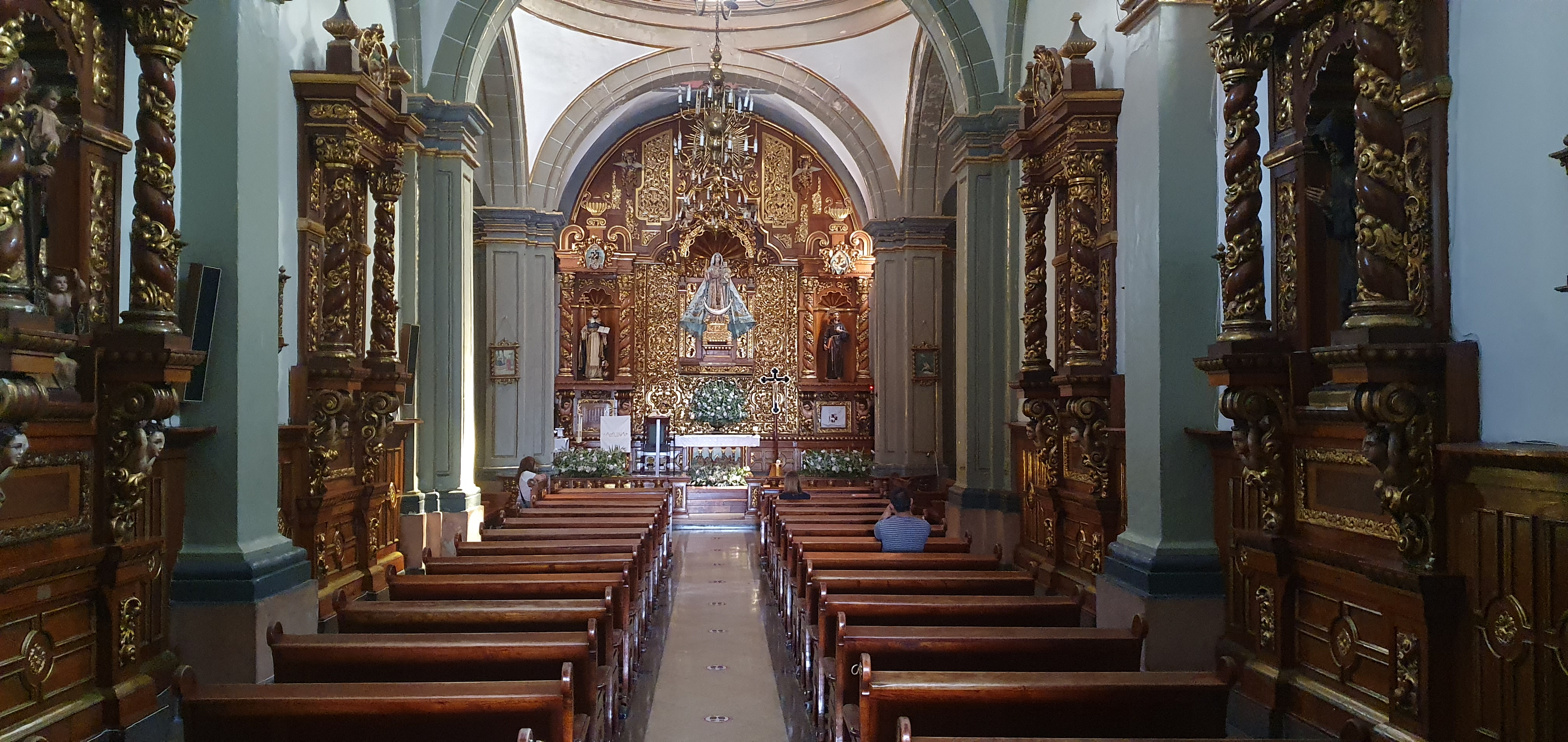
Capilla de Nuestra Señora del Rayo, al interior de la parroquia.

La capilla de Nuestra Señora del Rayo o la Virgen del Rosario se encuentra en la parte interna lateral de la parroquia. Data de los siglos XVII y XVIII, con retablos y mobiliario neocolonial de la época de los años cuarenta del siglo XX. El exterior de los muros de la capilla están recubiertos por aplanado y no poseen ornamentos.
La Capilla del Rosario  se reconstruyó en 1941.

## Fiestas patronales
La fiesta patronal del barrio de Mixcoac se lleva a cabo el 8 de agosto, día de Santo Domingo. Sin embargo, también se celebra, como en el resto del país, el 12 de diciembre en honor a la Virgen de Guadalupe. En Semana Santa se practica el ritual de visita de las Siete Casas donde, además, se realiza una pequeña kermés donde se venden tamales, buñuelos, obleas, juegos mecánicos y muestras con fuegos pirotécnicos.